# Kajman (raper)
Kajman, właśc. Michał Radzian (ur. 4 grudnia 1981 w Kielcach), znany również jako Radzian, Rada, G.R.U. i Gurby – polski raper. Michał Radzian działalność artystyczną podjął w drugiej połowie lat 90. XX w. Muzyk posługiwał się wówczas pseudonimem Rada. Początkowo związał się z lokalnym zespołem Wizja H24. Następnie wraz z Pawlakiem współtworzył duet pod nazwą Wendetta. W latach późniejszych, już pod pseudonimem Kajman, podjął solową działalność artystyczną, a także dołączył do kieleckiego kolektywu LWWL.
Debiutancki album studyjny rapera zatytułowany Bluźnierca ukazał się w 2008 roku. Nagrania wydała oficyna Juicey Juice należąca do znanego m.in. z występów w zespole Wzgórze Ya-Pa 3 – Borixona. Jednakże płyta spotkała się z komercyjnym niepowodzeniem. Kolejne nagrania Kajman zrealizował wraz z Borixonem i producentem muzycznym PRW.RS-em na płycie pt. Semtex (2009). W 2011 roku dzięki Step Records do sprzedaży trafił drugi album solowy rapera pt. K2, Pewną popularność muzyk zyskał rok później za sprawą piosenki „Nie lubimy robić”, notowanej na licznych listach przebojów w kraju. Nagrana wraz z Borixonem, autorska kompozycja producenta muzycznego Donatana znalazła się na wyróżnionym diamentową płytą albumie zatytułowanym Równonoc. Słowiańska dusza.

## Działalność artystyczna
Michał Radzian pierwsze próby rapowania podjął w 1995 roku. Muzyk posługiwał się wówczas pseudonimem Rada. W 1997 roku związał się z lokalnym zespołem Wizja H24, który współtworzył z Jabolem, Pawlakiem i Salu. Jedynym przejawem fonograficznej działalności składu był wydany w 1997 roku nielegal zatytułowany R.A.P.H.24. Następnie wraz z Pawlakiem współtworzył duet pod nazwą Wendetta. Efektem współpracy obu raperów był nielegal pt. Ciszy przerwa (2004). Gościnnie w nagraniach płyty wzięli udział Borixon, Gracjan, Blemia, Pęku, a także Projekt Hamas. W międzyczasie Radzian gościł na płytach WuDwaeSa – W słusznej sprawie i Borixona – Rap daje mi siłę. Natomiast rok później wystąpił na albumie Wojtasa – Moja gra, a w 2006 roku na płycie Borixona – Zacieram ręce dzieciak.
W latach późniejszych raper przyjął pseudonim Kajman. W 2007 roku muzyk zdecydował się podjąć solową działalność artystyczną. Tego samego roku gościł także na płycie WuDwaeS zatytułowanej W samo sedno. Radzian wziął także udział w ogólnopolskiej trasie koncertowej Stoprocent Tour. Muzyk poprzedzał występy m.in. Pei i Donguralesko. Wcześniej bezpośrednio wspierał Borixona podczas Praż albo Giń – Sixty Nine Tour 2007. Debiutancki album studyjny rapera zatytułowany Bluźnierca ukazał się w 2008 roku. Nagrania wydała oficyna Juicey Juice należąca do znanego m.in. z występów w zespole Wzgórze Ya-Pa 3 – Borixona. Jednakże płyta spotkała się z komercyjnym niepowodzeniem. Piosenki na płycie wyprodukowali DJ Vasquez, Henson, PRW.RS, David Gutjar oraz Janek. Natomiast gościnnie wystąpili Joker, Saxo, Elem, Jogas, Janek, Joker, Borixon, Pawlak, Norek i DJ Zombi. Album był promowany teledyskami do utworów „To jest Kajman!” i „Jestem w porządku”.

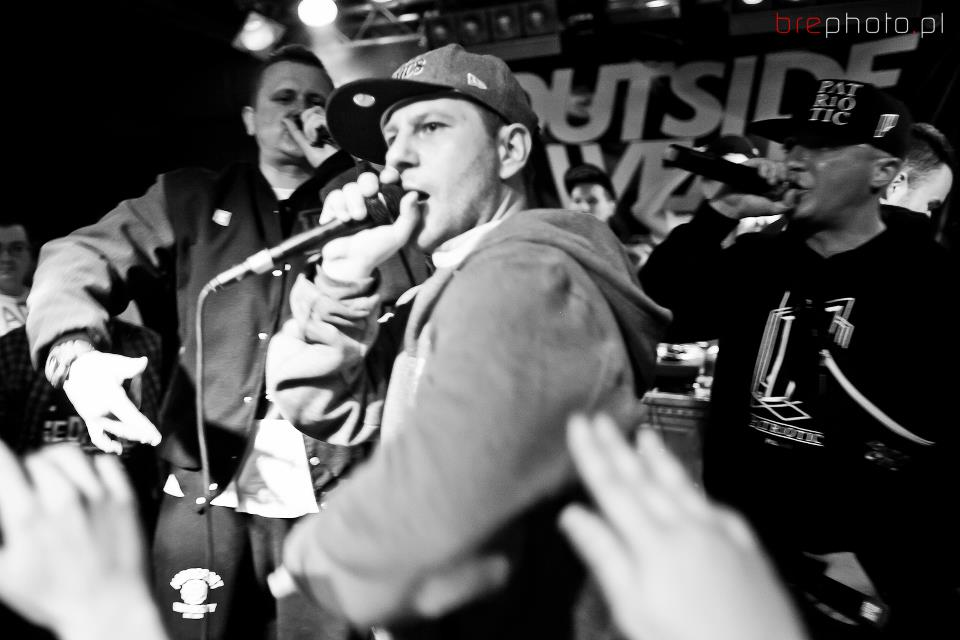
Od lewej: Borixon, Pyskaty i Kajman, 2012

W 2008 roku Radzian wziął udział w nagraniach płyt Antona – Kiedy wbijam na pętle, DJ-a Decksa – Mixtape 4, PTP – Ulice tego słuchają oraz PMM – Polski mistrzowski manewr. Muzyk dał ponadto szereg koncertów w kraju, w tym m.in. podczas piętnastolecia działalności zespołu Slums Attack w poznańskiej Hali Arena. Kolejne nagrania Kajman zrealizował wraz z Borixonem i producentem muzycznym PRW.RS-em na płycie pt. Semtex (2009). Materiał był promowany teledyskiem do utworu „Podmuch” z gościnnym udziałem DJ-a Decksa. Na albumie gościli także Pawlak i DJ Story. Tego samego roku Kajman rymował na płytach Palucha – Pewniak, B&B – Cza$ to pieniądz i Onara – Jeden na milion. Rok później zwrotki rapera znalazły się płytach Jogasa – Radź sobie sam, Buczera – Podejrzany o rap: Mixtape Vol.2, Słoń i Mikser – Demonologia oraz PMM – Rap, stresy, hulana, interesy.
W 2011 roku Kajman podpisał kontrakt z wytwórnią płytową Step Records. Tego samego roku do sprzedaży trafił drugi album solowy rapera pt. K2, który także nie spotkał się z zainteresowaniem publiczności. Produkcji nagrań podjęli się DNA, Kamilson, David Gutjar, OnlyOne, Medium oraz Enwukade. Z kolei wśród gości znaleźli się PIH, Ola Zachariasz, Pezet, Pyskaty, Sobota, Głowa, Kaczor, Paluch oraz Mes. Płyta promowana była teledyskami do utworów: „Nie zapominaj”, „Chciałbym kiedyś”, „Nie chcę o tym mówić ciągle”, „Bezsenność”, „Kurz”, „C.D. nastąpił”, „Dzieci” oraz „Rap się zmienił”. Także w 2011 roku Kajman gościł na albumach Mrokasa – Mrok w mieście i KrzyHa – Zeszyt outsidera. Pewną popularność muzyk zyskał rok później za sprawą piosenki „Nie lubimy robić”, notowanej na listach przebojach w kraju. Nagrana wraz z Borixonem, autorska kompozycja producenta muzycznego Donatana znalazła się na wyróżnionym diamentową płytą albumie zatytułowanym Równonoc. Słowiańska dusza. Także w 2012 roku Kajman rapował gościnnie na albumach White House – Kodex 4 i Chady – Jeden z Was. Muzyk, w 2012 roku także intensywnie koncertował. Wystąpił m.in. podczas Juwenaliów Płockich Hip-Hop Jam 2012 i Step Records Festiwal.

## Dyskografia
Albumy solowe
| Rok                        | Dane dot. albumu                                                              | Pozycja na liście |
| Rok                        | Dane dot. albumu                                                              | POL               |
| -------------------------- | ----------------------------------------------------------------------------- | ----------------- |
| 2008                       | Bluźnierca - Wydany: 28 stycznia 2008 - Wydawca: Juicey Juice                 | –                 |
| 2009                       | Semtex (oraz Borixon i PRW.RS) - Wydany: 18 maja 2009 - Wydawca: Juicey Juice | –                 |
| 2011                       | K2 - Wydany: 28 października 2011 - Wydawca: Step Records                     | –                 |
| 2013                       | Prototyp - Wydany: 24 maja 2013 - Wydawca: Step Records                       | 8                 |
| 2015                       | 0#1 - Wydany: 9 października 2015 - Wydawca: Step Records                     | 34                |
| „–” album nie był notowany |                                                                               |                   |

Single
| Rok  | Tytuł                                                     | Pozycja na liście | Pozycja na liście | Pozycja na liście | Album                      |
| Rok  | Tytuł                                                     | ESKA              | VIVA              | RMF Maxxx         | Album                      |
| ---- | --------------------------------------------------------- | ----------------- | ----------------- | ----------------- | -------------------------- |
| 2012 | „Nie lubimy robić” – Donatan (gościnnie: Borixon, Kajman) | 1                 | 7                 | 14                | Równonoc. Słowiańska dusza |

Inne
| Rok  | Album                                           | Uwagi | Źródło |
| ---- | ----------------------------------------------- | --- | ------ |
| 1997 | R.A.P.H.24 – Wizja H24                          | członek zespołu                                                                                                   | [ 3 ]  |
| 2004 | W słusznej sprawie – WuDwaeS                    | gościnnie rap w utworze „Rap sto procent”                                                                         | [ 7 ]  |
| 2004 | Ciszy przerwa – Wendetta                        | członek zespołu                                                                                                   | [ 6 ]  |
| 2004 | Rap daje mi siłę – Borixon                      | gościnnie rap w utworze „Energia nie zgasła”                                                                      | [ 8 ]  |
| 2005 | Moja gra – Wojtas                               | gościnnie rap w utworach „Kielce nocą” i „Desperado”                                                              | [ 9 ]  |
| 2006 | Zacieram ręce dzieciak – Borixon                | gościnnie rap w utworach „Maskarada” i „Nasze aleje gwiazd”                                                       | [ 10 ] |
| 2006 | SummerJam 2006 Allstars (kompilacja)            | rap w utworze „Wódeczka”                                                                                          | [ 52 ] |
| 2007 | W samo sedno – WuDwaeS                          | gościnnie rap w utworze „Smak zwycięstwa”                                                                         | [ 11 ] |
| 2008 | Kiedy wbijam na pętle – Anton                   | gościnnie rap w utworze „Żyjemy tak”                                                                              | [ 16 ] |
| 2008 | Stona siedzi na ulicy mixtape – LWWL            | członek zespołu                                                                                                   | [ 53 ] |
| 2008 | Mixtape 4 – DJ Decks                            | gościnnie rap w utworze „Praż albo giń”                                                                           | [ 17 ] |
| 2008 | Ulice tego słuchają – PTP                       | gościnnie rap w utworze „Podkręć tempo”                                                                           | [ 18 ] |
| 2008 | Polski mistrzowski manewr – PMM                 | gościnnie rap w utworze „Wyjazd z baru”                                                                           | [ 19 ] |
| 2009 | Pewniak – Paluch                                | gościnnie rap w utworze „Gdzie jesteś?”                                                                           | [ 22 ] |
| 2009 | Cza$ to pieniądz – B&B                          | gościnnie rap w utworze „Inni”                                                                                    | [ 23 ] |
| 2009 | Jeden na milion – Onar                          | gościnnie rap w utworze „Kręć dupą 2”                                                                             | [ 24 ] |
| 2010 | Radź sobie sam – Jogas                          | gościnnie rap w utworze „Radź sobie sam”                                                                          | [ 25 ] |
| 2010 | Podejrzany o rap: Mixtape Vol.2 – Buczer        | gościnnie rap w utworze „Wiem kim chce być”                                                                       | [ 26 ] |
| 2010 | Demonologia – Słoń & Mikser                     | gościnnie rap w utworze „WCM2”                                                                                    | [ 27 ] |
| 2010 | Rap, stresy, hulana, interesy – PMM             | gościnnie rap w utworze „Status”                                                                                  | [ 28 ] |
| 2011 | Mrok w mieście Mrokas                           | gościnnie rap w utworze „Oczy oknami myśli”                                                                       | [ 39 ] |
| 2011 | Zeszyt outsidera – KrzyHu                       | gościnnie rap w utworze „Styl flow koneksje”                                                                      | [ 40 ] |
| 2012 | Kodex 4 – White House                           | gościnnie rap w utworze „Historia”                                                                                | [ 45 ] |
| 2012 | Jeden z Was – Chada                             | gościnnie rap w utworze „Na cenzurowanym”                                                                         | [ 46 ] |
| 2012 | Równonoc. Słowiańska dusza – Donatan            | gościnnie rap w utworze „Nie lubimy robić”                                                                        | [ 44 ] |
| 2012 | Drużyna mistrzów (kompilacja)                   | rap w utworze „Skrawki”                                                                                           | [ 54 ] |
| 2013 | 23 – Wojtas                                     | gościnnie rap w utworze „OlDirtyDancing”                                                                          | [ 55 ] |
| 2013 | Kręci mnie vinyl 2 – DJ Soina                   | gościnnie rap w utworze „Zapomnij”                                                                                | [ 56 ] |
| 2013 | Kronika III: Zaklęty krąg – Młody M, Radonis    | gościnnie rap w utworze „Nie patrzę na innych”                                                                    | [ 57 ] |
| 2013 | Głodni z natury – Hukos, Cira                   | gościnnie rap w utworze „Nie potrzebuję tego gówna”                                                               | [ 58 ] |
| 2013 | Zatrzymać gniew – PMM                           | gościnnie rap w utworze „Nie mam ci tego za złe”                                                                  | [ 59 ] |
| 2014 | Kodex 5 Elements – White House                  | gościnnie rap w utworze „Już tego nie robię”                                                                      | [ 60 ] |
| 2014 | Step Records: rap najlepszej marki (kompilacja) | rap w utworach „Kupuję polskie rap płyty”, „Rap najlepszej marki”, „Proforma 2 (Remix)” i „Podpalamy noc (Remix)” | [ 61 ] |
| 2014 | Życie szalonym życiem – Z.B.U.K.U               | gościnnie rap w utworze „Ja i moje ziomki”                                                                        | [ 62 ] |
| 2014 | Kameleon II – Olsen, Fu                         | gościnnie rap w utworze „Samotny jak ronin”                                                                       | [ 63 ] |
| 2014 | Most na rzece odkupienia – Kaczor               | gościnnie rap w utworze „A na imię mam...”                                                                        | [ 64 ] |
| 2016 | Rap najlepszej marki vol. 2 (kompilacja)        | rap w utworach „Superbohater”, „Rap najlepszej marki 2” i „Władza”                                                | [ 65 ] |

## Teledyski
| Rok       | Tytuł | Reżyseria                                         | Album                              | Źródło        |
| --------- | --- | ------------------------------------------------- | ---------------------------------- | ------------- |
| 2008      | „To jest Kajman!” | –                                                 | Bluźnierca                         | [ 14 ]        |
| 2008      | „Jestem w porządku” (gościnnie: Borixon)                                                                                        | –                                                 | Bluźnierca                         | [ 15 ]        |
| 2009      | „Podmuch” – Borixon, Kajman, PRW.RS (gościnnie: DJ Decks)                                                                       | –                                                 | Semtex                             | [ 21 ]        |
| 2011      | „Nie zapominaj” | Digital Flow                                      | K2                                 | [ 31 ]        |
| 2011      | „Chciałbym kiedyś” (gościnnie: Pih, Ola Zachariasz)                                                                             | Digital Flow                                      | K2                                 | [ 32 ]        |
| 2011      | „Nie chcę o tym mówić ciągle”                                                                                                   | EvilEyeStudio                                     | K2                                 | [ 33 ]        |
| 2011      | „Bezsenność” (gościnnie: Pezet, Pyskaty)                                                                                        | ToczyVideos                                       | K2                                 | [ 34 ]        |
| 2012      | „C.D. nastąpił” (gościnnie: Ola Zachariasz)                                                                                     | EvilEyeStudio                                     | K2                                 | [ 36 ]        |
| 2012      | Dzieci (gościnnie: Kaczor, Paluch)                                                                                              | Dirt Video                                        | K2                                 | [ 66 ]        |
| 2012      | „Rap się zmienił” (gościnnie: Borixon, Wojtas)                                                                                  | Digital Flow                                      | K2                                 | [ 67 ]        |
| 2013      | „Prototyp” (gościnnie: Bob One, Bas Tajpan)                                                                                     | Damian Bieniek                                    | Prototyp                           | [ 68 ]        |
| 2013      | „To dla moich ludzi” (gościnnie: WSRH)                                                                                          | Bass Media                                        | Prototyp                           | [ 69 ]        |
| 2013      | „Radio 5G FM” (gościnnie: Buszu, Dejan, Borixon, Sitek)                                                                         | OGfilms & New Decade Media                        | Prototyp                           | [ 70 ]        |
| 2013      | „M.W.J.” | Filmotion                                         | Prototyp                           | [ 71 ]        |
| 2013      | „Bad Boy” | Toczy Videos                                      | Prototyp                           | [ 72 ]        |
| 2013      | „Siemasz” | Dirt Video                                        | Prototyp                           | [ 73 ]        |
| 2013      | „Moje pięć minut” | Dirt Video                                        | Prototyp                           | [ 74 ]        |
| 2013      | „Stracona szansa” (gościnnie: Grizzlee)                                                                                         | Dirt Video                                        | Prototyp                           | [ 75 ]        |
| 2013      | „Definicja: Hater” (gościnnie: BRK, Onar, Młody M, Hukos)                                                                       | Dirt Video                                        | Prototyp                           | [ 76 ]        |
| 2013      | „Kły” | Digital Flow                                      | Prototyp                           | [ 77 ]        |
| 2013      | „Mamy to tylko dziś” (gościnnie: Karaz, Luka)                                                                                   | Digital Flow                                      | Prototyp                           | [ 78 ]        |
| 2015      | „Nieśmiertelny” (gościnnie: Saszan)                                                                                             | Bartek „Haenes” Kotwica                           | 0#1                                | [ 79 ]        |
| Gościnnie | |                                                   |                                    |               |
| 2012      | „Nie lubimy robić” – Donatan (gościnnie: Borixon, Kajman)                                                                       | Piotr Smoleński, Piotr Tutka                      | Równonoc. Słowiańska dusza         | [ 80 ]        |
| 2012      | „Moje” – 101 Decybeli (gościnnie: Młody M, Te-Tris, Kajman)                                                                     | Filip Wendland                                    | Pomiędzy bitami                    | [ 81 ]        |
| 2013      | „Nie patrzę na innych” – Młody M (gościnnie: Kajman, Pezet)                                                                     | R5 Films                                          | Kronika III: zaklęty krąg          | [ 82 ]        |
| 2013      | „Bodypainting” – Red (gościnnie: Kajman, J-RO)                                                                                  | Evil Eye Studio                                   | –                                  | [ 83 ]        |
| 2013      | „Zapomnij” – DJ Soina (gościnnie: Kajman, Kroolik Underwood, Ramzes)                                                            | Aspekt Films                                      | Kręci mnie vinyl 2                 | [ 84 ]        |
| 2013      | „Nie potrzebuję tego gówna” – Hukos, Cira (gościnnie: Kajman, Kali, Paluch)                                                     | Bass Media                                        | Głodni z natury                    | [ 85 ]        |
| 2013      | „Nie lubimy robić” – Donatan (101 Decybeli Remix; gościnnie: Borixon, Kajman)                                                   | Dariusz Szermanowicz, Łukasz Tunikowski, Grupa 13 | –                                  | [ 86 ] [ 87 ] |
| 2013      | „Proforma 2 RMX” – Bezczel (gościnnie: Hukos, Onar, Zeus, Z.B.U.K.U, Bosski Roman, Młody M, Buczer, Kobra, Kajman, KaeN, ZdunO) | ML Filmz                                          | Step Records: rap najlepszej marki | [ 88 ]        |
| 2013      | „Podpalamy noc remix” – Spinache (gościnnie: 2sty, Gedz, Kajman)                                                                | Evil Eye Studio                                   | Step Records: rap najlepszej marki | [ 89 ]        |
| 2014      | „Ja i moje ziomki” – (gościnnie: Kajman, Bezczel, Chada)                                                                        | Dirt Video                                        | Życie szalonym życiem              | [ 90 ]        |
| Inne      | |                                                   |                                    |               |
| 2013      | „Kupuję polskie rap płyty” – Kajman, Młody M, Hukos, Cira, Zeus, Jopel, Sulin, Bezczel                                          | Exformers                                         | Step Records: rap najlepszej marki | [ 91 ]        |
| 2014      | „Na scenie” – Onar, Pih, Kajman                                                                                                 | Radosław Pawełczak                                | –                                  | [ 92 ]        |